# Boninastrea boninensis
Boninastrea boninensis е вид корал от семейство Merulinidae.

## Разпространение
Видът е разпространен в Австралия, Гуам, Индонезия, Малайзия, Микронезия, Палау, Провинции в КНР, Северни Мариански острови, Тайван, Филипини и Япония.